# 드리스 바이타르트

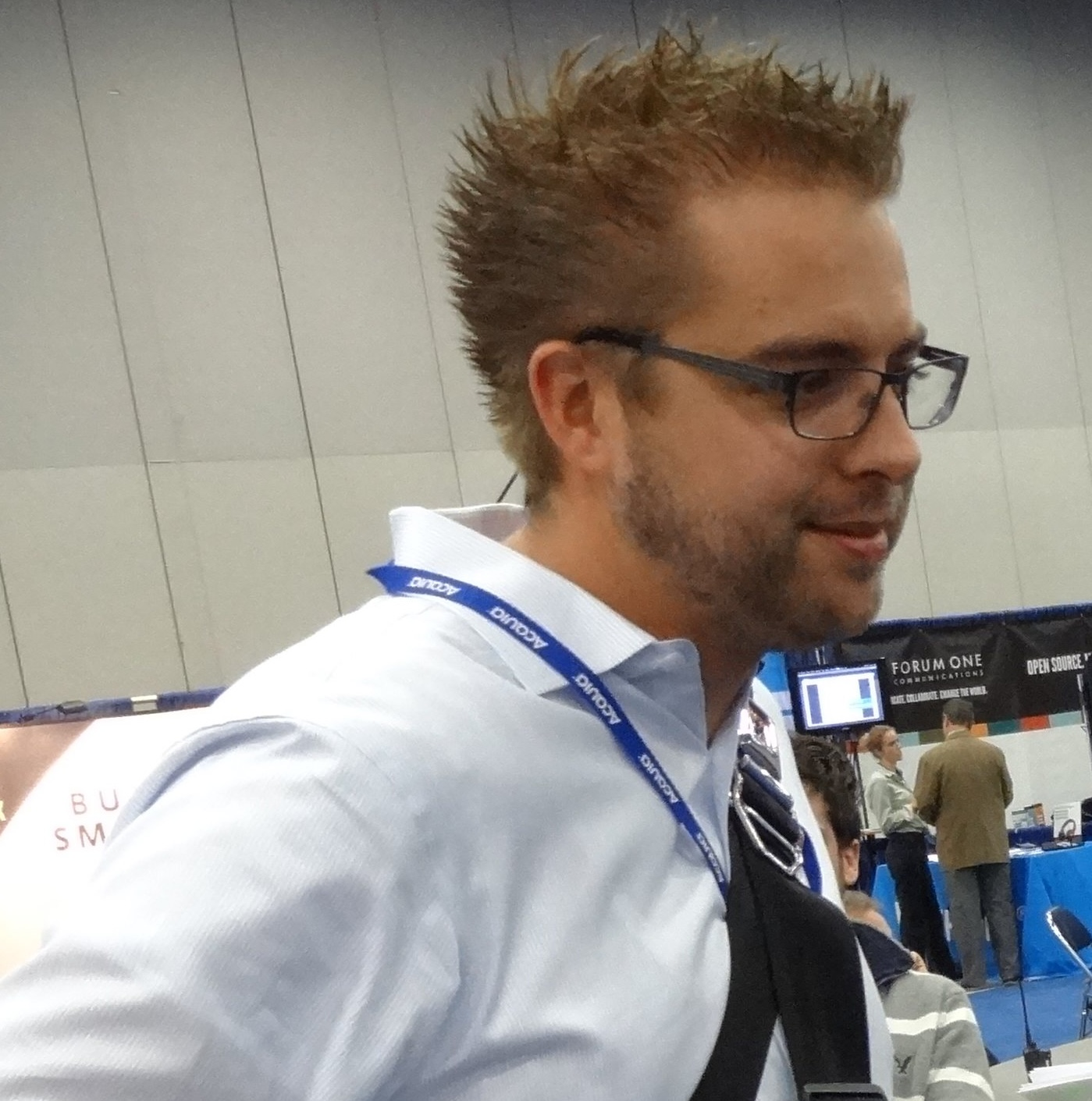
드루팔콘에서 드루팔 개발자들과 대화하는 드리스.

드리스 바이타르트(Dries Buytaert, 1978년 11월 19일 ~)는 벨기에의 오픈 소스 소프트웨어 프로그래머이다. 그는 드루팔 콘텐츠 관리 시스템의 창립자이자 선임 개발자이다. 그는 또한 Acquia의 CTO로 재직 중이다.
오픈 웹의 오랜 지지자로서, 바이타르트는 인터넷을 공공재로 보존해야 할 필요성을 강조하며, 독점 플랫폼에 의한 통합 증가에 대해 경고했다. 그의 리더십 역할에서 그는 오픈 소스 생태계의 "제작자/수혜자" 불균형에 주목했다. 이 불균형은 소수의 기여자(제작자)가 훨씬 더 많은 수의 조직(수혜자)이 아무런 기여 없이 이득을 얻는 중요한 소프트웨어를 만들고 유지하는 상황을 의미한다. 그는 오픈 디지털 인프라의 지속 가능성을 보장하기 위해 특히 정부와 대기업의 더 큰 제도적 책임이 필요하다고 촉구했다.

## 경력
바이타르트는 벨기에 안트베르펜의 빌레이크에서 태어났다. 그는 2008년 1월 27일 벨기에 헨트 대학교에서 컴퓨터 과학 박사 학위 논문을 방어했다.
1999년부터 2000년까지 그는 리눅스-무선랜 FAQ의 관리자였다.
2007년 12월 1일, 드리스는 공동 창립자 제이 배트슨과 함께 Acquia라는 스타트업의 출범을 발표했다. Acquia는 드루팔에 대한 제품, 서비스 및 기술 지원을 제공하는 상업용 오픈 소스 소프트웨어 회사이다. Acquia는 레드햇이 리눅스에 대해 했던 것처럼 드루팔에 대해 되려고 노력한다. 2009년, Acquia는 Whitehouse.gov를 드루팔로 다시 출시하는 데 도움을 주었다.
2008년 3월 31일, 드리스는 웹사이트 스팸 방지 서비스인 몰롬을 출시했다: "몰롬의 목적은 사이트를 깨끗하게 유지하고 콘텐츠 품질을 높이는 노력을 극적으로 줄이는 것입니다. 현재 몰롬은 최첨단 스팸 필터와 CAPTCHA 서버의 강력한 스팸 제거 콤보입니다." 59,000개 이상의 웹사이트가 몰롬 서비스로 보호되었으며, 여기에는 넷로그의 모든 메시지가 포함되었다. 몰롬 지원은 2018년 4월 2일에 종료되었다.
2008년, 바이타르트는 비즈니스위크에 의해 "기술 분야의 젊은 기업가"로 선정되었다. 그는 또한 MIT 테크놀로지 리뷰의 TR35에 선정되어 35세 미만의 세계 35대 혁신가 중 한 명으로 지명되었다.

### 래리 가필드 해고
2017년 2월, 바이타르트는 포럼 게시물이 가필드가 고어 문화 하위문화에 참여한 사실을 폭로한 직후, 개발자 래리 가필드에게 드루팔 프로젝트를 떠나달라고 개인적으로 요청했다. 3월 22일 블로그 게시물에서 가필드는 바이타르트가 신상 털기를 묵인했으며 드루팔 커뮤니티 워킹 그룹이 그의 이력에서 행동 강령 위반을 발견하지 못했다고 비난했다. 바이타르트는 다음 날 포괄적인 커뮤니티를 조성하는 데 필요한 결정이었다고 옹호하는 게시물을 올렸다. 그는 또한 자신의 정확한 추론은 기밀이며 "래리의 블로그 게시물에 전달된 정보나 신념에 근거하여 결정을 내리지 않았다"고 썼다. 몇몇 평론가들은 바이타르트가 삭제한 문장("리더십 역할에 대한 추가 참여는 우리 커뮤니티가 이러한 견해에 공범이거나 이를 지지함을 의미하며, 우리는 그렇지 않습니다.")을 인용하며 이러한 특성화에 이의를 제기했다. 85명의 드루팔 개발자들은 바이타르트의 상황 처리 방식을 비판하는 공개 서한을 게시했다. 4월 9일, 바이타르트는 "특히 소동으로 인해 표적이 되었다고 느낀 BDSM 및 킨크 커뮤니티에 대한 고통과 불확실성을 유발한 것에 대해" 사과했다. 7월 13일, 바이타르트와 드루팔 협회 전무 이사 메건 사니키는 상황에 대한 추가 정보를 제공하고 가필드의 기술 리더십 역할은 제거되었지만, 그는 개인 기여자로 드루팔 개발에 계속 참여할 수 있다고 명확히 하는 성명을 발표했다.

## 개인 생활
바이타르트는 보스턴에 거주한다.

### 인터뷰
- 드리스와의 심층 인터뷰 드루팔 워치독 인터뷰 (2011년 2월)
- 드루팔 창립자 드리스 바이타르트 인터뷰 CMS 크리틱 인터뷰 (2009년 1월)
- 비디오 인터뷰 보관됨 20 1월 2021 - 웨이백 머신 (2007년 7월 26일, 벨기에 안트베르펜에서 노엘 이달고와 드리스 바이타르트)

### 강연
- 드루팔콘 로스앤젤레스 2015: 드리스노트 기조연설 - 2015년 5월 미국 로스앤젤레스에서 열린 드루팔콘에서의 드리스 강연
- 드루팔의 현황 - 2007년 2월 벨기에 브뤼셀에서 열린 FOSDEM에서의 드리스 강연
- 강연 비디오 보관됨 2020-11-18 - 웨이백 머신 - 2007년 3월 말 캘리포니아 서니베일 야후 캠퍼스 OSCMS 컨퍼런스에서 드리스 바이타르트의 드루팔 현황 강연
- 드루팔의 현황 보관됨 20 5월 2011 - 웨이백 머신 - 2007년 9월 스페인 바르셀로나에서 열린 드루팔콘 2007에서의 드리스의 드루팔 현황 강연